# Go Bo-gyeol
Go Bo-gyeol (en hangul, 고보결; hanja, 高|寶|潔; nacida el 2 de mayo de 1988) es una actriz surcoreana de cine y televisión.

## Carrera
Go Bo-gyeol empezó a estudiar actuación durante los años de la escuela secundaria; ya en la familia tenía una pariente que era actriz infantil. Se graduó en actuación en el Instituto de las Artes de Seúl como la primera de su clase, comenzó su carrera en obras de teatro y en películas independientes; la primera de ellas fue el largometraje Turtles, en 2011.
Aparte de su labor como actriz, ha aparecido en varios programas y espectáculos de entretenimiento en televisión (como Happy Sunday - 1 Night 2 Days, de KBS2), ha rodado vídeos musicales y también anuncios publicitarios.
En 2019 dio muestras de una actuación sólida y con un amplio espectro en Arthdal Chronicles, donde asume el papel de Chae-eun, una figura femenina emprendedora y activa.
A principios de 2020 destacó también con su personaje de Oh Min-jung en la serie Hi Bye, Mama!, protagonizada por Kim Tae-hee. El trabajo de Go fue calificado como «precioso y sincero [...] que una vez más impresionó a los espectadores». En noviembre de ese mismo año firmó un contrato de exclusividad con la agencia History D&C.
En 2021 ganó el premio a la mejor actriz en el Festival de Cine y Televisión de Estocolmo por su papel en Surrogate Human, un drama especial de tvN.
En 2024 fue coprotagonista de la serie Black Out, de MBC, donde interpreta el personaje de una actriz estrella que fue compañera de secundaria de un hombre que ha pasado diez años en la cárcel porque fue acusado de matar a otros dos compañeros, y del que está enamorada desde aquellos tiempos.

## Filmografía

### Cine
| Año  | Título                                     | Papel           | Notas        | Ref.         |
| ---- | ------------------------------------------ | --------------- | ------------ | ------------ |
| 2011 | Turtles                                    | Seo Jung-jun    |              | [ 6 ]        |
| 2013 | Where Is My DVD?                           | Shuri           | Cortometraje |              |
| 2014 | Phage                                      |                 | Cortometraje |              |
| 2014 | Spring Breeze                              |                 | Cortometraje |              |
| 2014 | The Fatal Encounter                        | Dama de honor 1 |              |              |
| 2015 | ㅈㄱㅇㄴ                                   | Deok-jin        | Cortometraje |              |
| 2015 | I Do Need to Go to Study Abroad Right Now! | Pig hair        |              |              |
| 2016 | Grandfather                                | Park Bo-ram     |              | [ 3 ] [ 17 ] |
| 2016 | Curtain Call                               | An-kyung        |              | [ 6 ]        |
| 2017 | Mother                                     | Hija            | Cortometraje |              |

### Televisión
| Año  | Título                       | Papel            | Canal       | Notas                    | Ref.          |
| ---- | ---------------------------- | ---------------- | ----------- | ------------------------ | ------------- |
| 2013 | Puberty Medley               | Gou-ri           | KBS2        | Drama Special            |               |
| 2014 | Angel's Revenge              | Jung-in          | KBS2        |                          | [ 4 ]         |
| 2014 | The Girl Who Became a Photo  | Chica de escuela | KBS2        | Drama Special            |               |
| 2014 | House, Mate                  | Hong Eun-young   | MBC         | Drama Festival           | [ 18 ] [ 19 ] |
| 2014 | Love Frequency 37.2          | Ara              | MBC Every 1 |                          |               |
| 2015 | Missing Noir M               | Kang Soon-young  | OCN         |                          | [ 4 ]         |
| 2015 | Producers                    | Wang Min-jeong   | KBS2        |                          | [ 4 ] [ 20 ]  |
| 2015 | Bubble Gum                   | Noh Dong-hwa     | tvN         |                          | [ 21 ]        |
| 2015 | Avici                        | Shin Yoo-kyung   | KBS2        | Drama Special            | [ 22 ]        |
| 2016 | Dear My Friends              | Ha-neul          | tvN         |                          | [ 23 ]        |
| 2016 | Second to Last Love          | Han Song-yi      | SBS         |                          | [ 4 ] [ 24 ]  |
| 2016 | Cinderella with Four Knights | Choi Yoo-na      | tvN         |                          | [ 3 ] [ 4 ]   |
| 2017 | Goblin                       | Kim Yoo-na       | tvN         |                          | [ 4 ] [ 25 ]  |
| 2017 | Queen for Seven Days         | Yoon Myung-hye   | KBS2        |                          | [ 6 ] [ 26 ]  |
| 2017 | Go Back Couple               | Min Seo-young    | KBS2        |                          | [ 27 ] [ 28 ] |
| 2018 | Forgotten Season             | Lee Eun-jae      | KBS2        | Drama Special            | [ 29 ]        |
| 2018 | Mother                       | Kang Hyun-jin    | tvN         |                          | [ 4 ]         |
| 2018 | Hymn of Death                | Yoon Sung-deok   | SBS         |                          |               |
| 2019 | Arthdal Chronicles           | Chae-eun         | tvN         |                          | [ 8 ] [ 30 ]  |
| 2020 | ¡Hola y adiós, mamá!         | Oh Min-jung      | tvN         |                          | [ 1 ] [ 2 ]   |
| 2021 | Surrogate Human              | Cha Young        | tvN         | Drama Stage, 14 de abril | [ 31 ]        |
| 2023 | The Heavenly Idol            | Kim Dal          | tvN         |                          | [ 32 ] [ 33 ] |
| 2024 | Black Out                    | Choi Na-kyum     | MBC/Wavve   |                          | [ 34 ] [ 35 ] |

## Otras actividades

### Sesiones fotográficas
| Año  | Publicación | Número | Notas | Ref.  |
| ---- | ----------- | ------ | ----- | ----- |
| 2020 | Woman Sense | junio  |       | [ 1 ] |

## Premios y nominaciones
| Año  | Premios                                    | Categoría                                       | Papel                               | Resultado | Ref.   |
| ---- | ------------------------------------------ | ----------------------------------------------- | ----------------------------------- | --------- | ------ |
| 2018 | Premios KBS Drama                          | Mejor actriz en drama de un acto/especial/breve | KBS Drama Special: Forgotten Season | Nominada  | [ 36 ] |
| 2021 | Festival de Cine y Televisión de Estocolmo | Mejor actriz                                    | Drama Stage: Surrogate Human        | Ganadora  | [ 15 ] |